# Asociación Chuquisaqueña de Fútbol
La Asociación Chuquisaqueña de Fútbol, es el organismo rector del fútbol en el Departamento de Chuquisaca. Se encuentra afiliada a la Asociación Nacional de Fútbol como una de las 9 ligas que integran el sistema de competición a nivel regional en Bolivia.

## Historia
La Asociación Chuquisaqueña de Fútbol se fundó el 3 de julio de 1914.

### Primera "A" (1914 - Actualidad)
| Temporada | Campeón                      | Subcampeón              |
| --------- | ---------------------------- | ----------------------- |
| 1914      | 25 de Mayo                   | Charcas                 |
| 1915      | 25 de Mayo                   | Royal Sucre             |
| 1916      | 25 de Mayo                   | Stormers                |
| 1917      | Charcas                      | Comercio Atlantes       |
| 1918      | Bolivian Players             | 25 de Mayo              |
| 1919      | Stormers                     | Charcas                 |
| 1920      | Royal Sucre                  | 25 de Mayo              |
| 1921      | Royal Sucre                  | Stormers                |
| 1922      | Stormers                     | Comercio Atlantes       |
| 1923      | Stormers                     | Junín                   |
| 1924      | 25 de Mayo                   | Royal Sucre             |
| 1925      | 25 de Mayo                   | Junín                   |
| 1926      | Comercio Atlantes            | Charcas                 |
| 1927      | Junín                        | Stormers                |
| 1928      | Comercio Atlantes            | 25 de Mayo              |
| 1929      | Junín                        | Bolivian Players        |
| 1930      | San Francisco de la Recoleta | Royal Sucre             |
| 1931      | Junín                        | Stormers                |
| 1932      | Junín                        | Bolivian Players        |
| 1933      | GUERRA DEL CHACO             |                         |
| 1934      | GUERRA DEL CHACO             |                         |
| 1935      | Stormers                     | 25 de Mayo              |
| 1936      | 25 de Mayo                   | Royal Sucre             |
| 1937      | Stormers                     | Junin                   |
| 1938      | Royal Sucre                  | Bolivian Players        |
| 1939      | Junín                        | Independiente Petrolero |
| 1940      | Junín                        | Comercio Atlantes       |
| 1941      | Comercio Atlantes            | Stormers                |
| 1942      | Junín                        | Stormers                |
| 1943      | Stormers                     | Junín                   |
| 1944      | Stormers                     | Independiente Petrolero |
| 1945      | Stormers                     | Junín                   |
| 1946      | 25 de Mayo                   | Comercio Atlantes       |
| 1947      | Stormers                     | 25 de Mayo              |
| 1948      | Stormers                     | Comercio Atlantes       |
| 1949      | Stormers                     | Junín                   |
| 1950      | Junín                        | Stormers                |
| 1951      | Junín                        | Stormers                |
| 1952      | Stormers                     | Junín                   |
| 1953      | Stormers                     | Junín                   |
| 1954      | Junín                        | Independiente Petrolero |
| 1955      | Junín                        | Magisterio Rural        |
| 1956      | Stormers                     | Junín                   |
| 1957      | Stormers                     | Independiente Petrolero |
| 1958      | Junín                        | 25 de Mayo              |
| 1959      | Junín                        | Stormers                |
| 1960      | Magisterio Rural             | Junín                   |
| 1961      | Policar                      | Magisterio Rural        |
| 1962      | Junín                        | Policar                 |
| 1963      | Independiente Petrolero      | Stormers                |
| 1964      | Junín                        | Policar                 |
| 1965      | Independiente Petrolero      | Magisterio Rural        |
| 1966      | Fancesa                      | Universitario           |
| 1967      | Universitario                | Stormers                |
| 1968      | Universitario                | Stormers                |
| 1969      | Stormers                     | Universitario           |
| 1970      | Universitario                | Stormers                |
| 1971      | Magisterio Rural             | Stormers                |
| 1972      | Independiente Petrolero      | Stormers                |
| 1973      | Stormers                     | Policar                 |
| 1974      | Fancesa                      | Stormers                |
| 1975      | Policar                      | Fancesa                 |
| 1976      | Stormers                     | Independiente Petrolero |
| 1977      | Junín                        | Independiente Petrolero |
| 1978      | Independiente Petrolero      | Fancesa                 |
| 1979      | Independiente Petrolero      | Junín                   |
| 1980      | Independiente Petrolero      | Magisterio Rural        |
| 1981      | Stormers                     | Magisterio Rural        |
| 1982      | Stormers                     | Universitario           |
| 1983      | Magisterio Rural             | Universitario           |
| 1984      | Independiente Petrolero      | Stormers                |
| 1985      | Universitario                | Mariscal Sucre          |
| 1986      | Magisterio Rural             | Figaro                  |
| 1987      | Independiente Petrolero      | Magisterio Rural        |
| 1988      | Independiente Petrolero      | Flamengo                |
| 1989      | Independiente Petrolero      | Fancesa                 |
| 1990      | Universitario                | Stormers                |
| 1991      | Universitario                | Fancesa                 |
| 1992      | Universitario                | Fancesa                 |
| 1993      | Universitario                | Stormers                |
| 1994      | Universitario                | Stormers                |
| 1995      | Universitario                | Real IPTK               |
| 1996      | Universitario                | Fancesa                 |
| 1997      | Fancesa                      | Junín                   |
| 1998      | Stormers                     | Juve Sucrense           |
| 1999      | Fancesa                      | Guaraní                 |
| 2000      | Stormers                     | Guaraní                 |
| 2001      | Guaraní                      | Fancesa                 |
| 2002      | Fancesa                      | Universitario           |
| 2003      | Fancesa                      | Stormers                |
| 2004      | Universitario                | Independiente Petrolero |
| 2005      | Universitario                | Fancesa                 |
| 2006      | Fancesa                      | Deportivo Alemán        |
| 2007      | Fancesa                      | Independiente Petrolero |
| 2008      | Fancesa                      | Stormers                |
| 2009      | Fancesa                      | Independiente Petrolero |
| 2010      | Independiente Petrolero      | Fancesa                 |
| 2011      | Flamengo                     | Fancesa                 |
| 2011/12   | Flamengo                     | Fancesa                 |
| 2012/13   | Fancesa                      | Flamengo                |
| 2013/14   | Fancesa                      | Stormers                |
| 2014/15   | Fancesa                      | Guaraní                 |
| 2015/16   | Fancesa                      | Stormers                |
| 2016/17   | Atlético Sucre               | Flamengo                |
| 2018      | Independiente Petrolero      | Deportivo Alemán        |
| 2019 I    | Independiente Petrolero      | Stormers                |
| 2019 II   | Independiente Petrolero      | Fancesa                 |
| 2020      | Cancelado                    | Cancelado               |
| 2021      | Universitario                | Fancesa                 |
| 2022      | Mojocoya FC                  | Stormers                |
| 2023 I    | Fancesa                      | Deportivo Alemán        |
| 2023 II   | Atlético Sucre               | Fancesa                 |
| 2024      | Stormers                     | Atlético Sucre          |

## Torneos organizados
| Categoría | Ligas o divisiones       |
| --------- | ------------------------ |
| 1         | Primera "A" 14 equipos   |
| 2         | Primera B 11 equipos     |
| 3         | 1° de Ascenso 10 equipos |
| 4         | 2° de Ascenso 5 equipos  |
| 5         | 3° de Ascenso 3 equipos  |

## Historial

### Primera "A" (1914 - Actualidad)
| Temporada | Campeón                 | Subcampeón              |
| --------- | ----------------------- | ----------------------- |
| 1914      |                         |                         |
| 1915      |                         |                         |
| 1916      | 25 de Mayo              |                         |
| 1917      |                         |                         |
| 1918      |                         |                         |
| 1919      |                         |                         |
| 1920      |                         |                         |
| 1921      |                         |                         |
| 1922      |                         |                         |
| 1923      |                         |                         |
| 1924      |                         |                         |
| 1925      |                         |                         |
| 1926      |                         |                         |
| 1927      |                         |                         |
| 1928      |                         |                         |
| 1929      |                         |                         |
| 1930      |                         |                         |
| 1931      | Junín                   | Stormers                |
| 1932      |                         |                         |
| 1933      | GUERRA DEL CHACO        |                         |
| 1934      | GUERRA DEL CHACO        |                         |
| 1935      | Stormers                |                         |
| 1936      |                         |                         |
| 1937      | Stormers                | Junin                   |
| 1938      |                         |                         |
| 1939      |                         |                         |
| 1940      |                         |                         |
| 1941      |                         |                         |
| 1942      |                         |                         |
| 1943      |                         |                         |
| 1944      |                         |                         |
| 1945      | Stormers                |                         |
| 1946      | 25 de Mayo              |                         |
| 1947      | Stormers                |                         |
| 1948      |                         |                         |
| 1949      | Stormers                |                         |
| 1950      |                         |                         |
| 1951      |                         |                         |
| 1952      |                         |                         |
| 1953      |                         |                         |
| 1954      |                         |                         |
| 1955      |                         |                         |
| 1956      |                         |                         |
| 1957      |                         |                         |
| 1958      |                         |                         |
| 1959      |                         |                         |
| 1960      |                         |                         |
| 1961      | Policar                 |                         |
| 1962      | Junín                   |                         |
| 1963      |                         |                         |
| 1964      | Junín                   |                         |
| 1965      |                         |                         |
| 1966      |                         |                         |
| 1967      |                         |                         |
| 1968      |                         |                         |
| 1969      | Stormers                | Universitario           |
| 1970      | Universitario           | Stormers                |
| 1971      | Stormers                | Magisterio Rural        |
| 1972      | Stormers                | Independiente Petrolero |
| 1973      | Stormers                | Policar                 |
| 1974      | Stormers                | Fancesa                 |
| 1975      | Independiente Petrolero | Fancesa                 |
| 1976      | Stormers                | Independiente Petrolero |
| 1977      |                         |                         |
| 1978      |                         |                         |
| 1979      | Independiente Petrolero |                         |
| 1980      | Independiente Petrolero |                         |
| 1981      |                         |                         |
| 1982      |                         |                         |
| 1983      | Magisterio Rural        |                         |
| 1984      |                         |                         |
| 1985      | Universitario           |                         |
| 1986      |                         |                         |
| 1987      |                         |                         |
| 1988      |                         |                         |
| 1989      | Independiente Petrolero | Fancesa                 |
| 1990      | Universitario           | Stormers                |
| 1991      | Universitario           | Fancesa                 |
| 1992      | Universitario           | Fancesa                 |
| 1993      | Universitario           | Stormers                |
| 1994      | Universitario           | Stormers                |
| 1995      | Universitario           | Real IPTK               |
| 1996      | Universitario           | Fancesa                 |
| 1997      | Fancesa                 | Junín                   |
| 1998      | Stormers                | Juve Sucrense           |
| 1999      | Fancesa                 | Guaraní                 |
| 2000      | Stormers                | Guaraní                 |
| 2001      | Guaraní                 | Fancesa                 |
| 2002      | Fancesa                 | Guaraní                 |
| 2003      | Fancesa                 | Stormers                |
| 2004      | Universitario           | Independiente Petrolero |
| 2005      | Universitario           | Fancesa                 |
| 2006      | Fancesa                 | Deportivo Alemán        |
| 2007      | Fancesa                 | Independiente Petrolero |
| 2008      | Fancesa                 | Stormers                |
| 2009      | Fancesa                 | Independiente Petrolero |
| 2010      | Independiente Petrolero | Fancesa                 |
| 2011      | Flamengo                | Fancesa                 |
| 2011/12   | Flamengo                | Fancesa                 |
| 2012/13   | Fancesa                 | Flamengo                |
| 2013/14   | Fancesa                 | Stormers                |
| 2014/15   | Fancesa                 | Guaraní                 |
| 2015/16   | Fancesa                 | Stormers                |
| 2016/17   | Atlético Sucre          | Flamengo                |
| 2018      | Independiente Petrolero | Deportivo Alemán        |
| 2019 I    | Independiente Petrolero | Stormers                |
| 2019 II   | Independiente Petrolero | Fancesa                 |
| 2020      | Cancelado               | Cancelado               |
| 2021      | Universitario           | Fancesa                 |
| 2022      | Mojocoya FC             | Stormers                |
| 2023 I    | Fancesa                 | Deportivo Alemán        |
| 2023 II   | Atlético Sucre          | Fancesa                 |
| 2024      | Stormers                | Atlético Sucre          |

## Equipos afiliados (2022)
| Clubes en la División Profesional                                         |                   |                          |
| Equipo                                                                    | Ciudad            | Fecha de fundación       |
| Club Independiente                                                        | Sucre             | 4 de abril de 1932       |
| Primera "A"                                                               |                   |                          |
| Club Deportivo CORDECH                                                    | Sucre             | 1 de febrero de 1987     |
| Club Atlético Sucre                                                       | Sucre             | 4 de julio de 2000       |
| Club Deportivo Universitario San Francisco Xavier                         | Sucre             | 5 de abril de 1961       |
| Club Deportivo Alemán                                                     | Sucre             | 2 de febrero de 1994     |
| Club Estudiantes La Plata                                                 | Sucre             | 7 de abril de 1989       |
| Academia Deportiva Fancesa                                                | Sucre             | 10 de marzo de 1965      |
| Fútbol Club Flamengo                                                      | Sucre             | 27 de mayo de 1966       |
| Fútbol Club Junín                                                         | Sucre             | 18 de junio de 1918      |
| Mojocoya Fútbol Club                                                      | Villa de Mojocoya | 20 de febrero de 2016    |
| Club Atlético Morro Municipal                                             | Sucre             | 12 de junio de 2008      |
| Club Atlético Nacional Sucre                                              | Sucre             | 30 de junio de 1996      |
| Stormer's Sporting Club                                                   | Sucre             | 25 de enero de 1914      |
| Fútbol Club Tomina                                                        | Tomina            | 15 de enero de 2014      |
| Club Atlético Viveros                                                     | Sucre             | 2016                     |
| Primera "B"                                                               |                   |                          |
| Equipo                                                                    | Ciudad            | Fecha de fundación       |
| Club Deportivo Alianza Sur Atlético Tomina                                | Sucre             | 12 de abril de 2002      |
| Club Atlético Atlas Wirasay                                               | Sucre             | ?                        |
| Club Atlético Sajlina                                                     | Culpina           | 2015                     |
| Capital Fútbol Club                                                       | Sucre             | 24 de julio de 2012      |
| Club Deportivo Churuquella                                                | Sucre             | 2 de agosto de 2013      |
| Club Deportivo Dunamis                                                    | Sucre             | 20 de marzo de 1994      |
| Club Deportivo Fígaro                                                     | Sucre             | 13 de junio de 1972      |
| Club Deportivo Huracán del Valle                                          | Sucre             | 4 de septiembre de 2016  |
| Club Deportivo Jóvenes Capaces de Triunfar (J.C.D.T.)                     | Sucre             | 11 de septiembre de 2010 |
| Club Deportivo Noria Alta                                                 | Sucre             | 14 de junio de 1973      |
| Club San Francisco                                                        | Sucre             | 23 de junio de 2011      |
| Primera de Ascenso                                                        |                   |                          |
| Equipo                                                                    | Ciudad            | Fecha de fundación       |
| Club Atlético Aullagas                                                    | Sucre             | 25 de marzo de 2017      |
| Club Atlético Villa Charcas                                               | Sucre             | 8 de junio de 2013       |
| Audiencia Fútbol Club                                                     | Sucre             | 19 de febrero de 2016    |
| Fútbol Club Constructora Azurduy                                          | Sucre             | ?                        |
| Club Deportivo Huacareta                                                  | Huacareta         | 2010                     |
| Club Deportivo Valle Hermoso                                              | Sucre             | ?                        |
| Club Iglesia Evangélica Pentecostal y Misionera (IEPYM)                   | Sucre             | ?                        |
| Club Deportivo Juventud Universitaria del Municipio de Incahuasi (JUDEMI) | Incahuasi         | 17 de agosto de 2004     |
| San Lucas Fútbol Club                                                     | San Lucas         | 30 de marzo de 2017      |
| Tipa Tipa Fútbol Club (Club Deportivo Aiquile)                            | Aiquile           | 2021                     |
| Segunda de Ascenso                                                        |                   |                          |
| Equipo                                                                    | Ciudad            | Fecha de fundación       |
| Club Atlético Concretec                                                   | Sucre             | 10 de octubre de 2010    |
| Culpina Fútbol Club Defensa y Justicia                                    | Sucre             | 21 de septiembre de 2018 |
| Club Deportivo Briscar                                                    | Sucre             | 2019                     |
| Club Fuente de Vida                                                       | Sucre             | ?                        |
| Club Deportivo San Ignacio                                                | Sucre             | ?                        |
| Tercera de Ascenso                                                        |                   |                          |
| Equipo                                                                    | Ciudad            | Fecha de fundación       |
| Club Independiente                                                        | Sucre             | 4 de abril de 1932       |
| Club Atlético Nueva Era                                                   | Sucre             | 1 de junio de 2013       |
| Club Deportivo Universitario San Francisco Xavier                         | Sucre             | 5 de abril de 1961       |
| Otros equipos                                                             |                   |                          |
| Equipo                                                                    | Ciudad            | Fecha de fundación       |
| Club Atlético Tarabuco                                                    | Tarabuco          | ?                        |
| Centro Deportivo del Sur Diablos de Oro                                   | Sucre             | 6 de enero de 1994       |
| Club Deportivo Cracks Junior                                              | Sucre             | ?                        |
| Club Deportivo Tarija                                                     | Sucre             | ?                        |
| Escuela de Fútbol Gol y Gol                                               | Sucre             | ?                        |
| Internacional Fútbol Club                                                 | Sucre             | 30 de junio de 2012      |
| Club Deportivo Cultural Moscardo                                          | Sucre             | ?                        |
| Club Deportivo Mundi Golazo                                               | Sucre             | ?                        |
| Club Deportivo Som Sports                                                 | Sucre             | ?                        |